# Yegor Strelnikov
Yegor Strelnikov, né le 1er octobre 2003,, est un coureur cycliste kazakh.

## Biographie
En 2021, Yegor Strelnikov représente son pays lors des championnats du monde, où il se classe 71e de la course en ligne juniors. Il rejoint ensuite l'équipe continentale Vino-Astana Motors en 2022. 
En début d'année 2023, il s'impose sur le Grand Prix Aspendos en Turquie.

## Palmarès
- 2023
  - Grand Prix Aspendos

### Classements mondiaux
| Année                                 | 2023 |
| ------------------------------------- | ---- |
| Classement mondial                    | 779e |
| UCI Asia Tour                         | 49e  |
|                                       |      |
| Légende : nc = non classéSource : UCI |      |